# Mănăstirea (Călărași)
Mânăstirea è un comune della Romania di 5 930 abitanti, ubicato del distretto di Călărași, nella regione storica della Muntenia.
Il comune è formato dall'unione di 3 villaggi: Coconi, Mânăstirea, Sultana.
A Mânăstirea sono nati:
- Alexandru Sahia (1908-1937), scrittore e giornalista
- Ion Anghel Mânăstire (1950), scrittore e giornalista